# Șef de stat

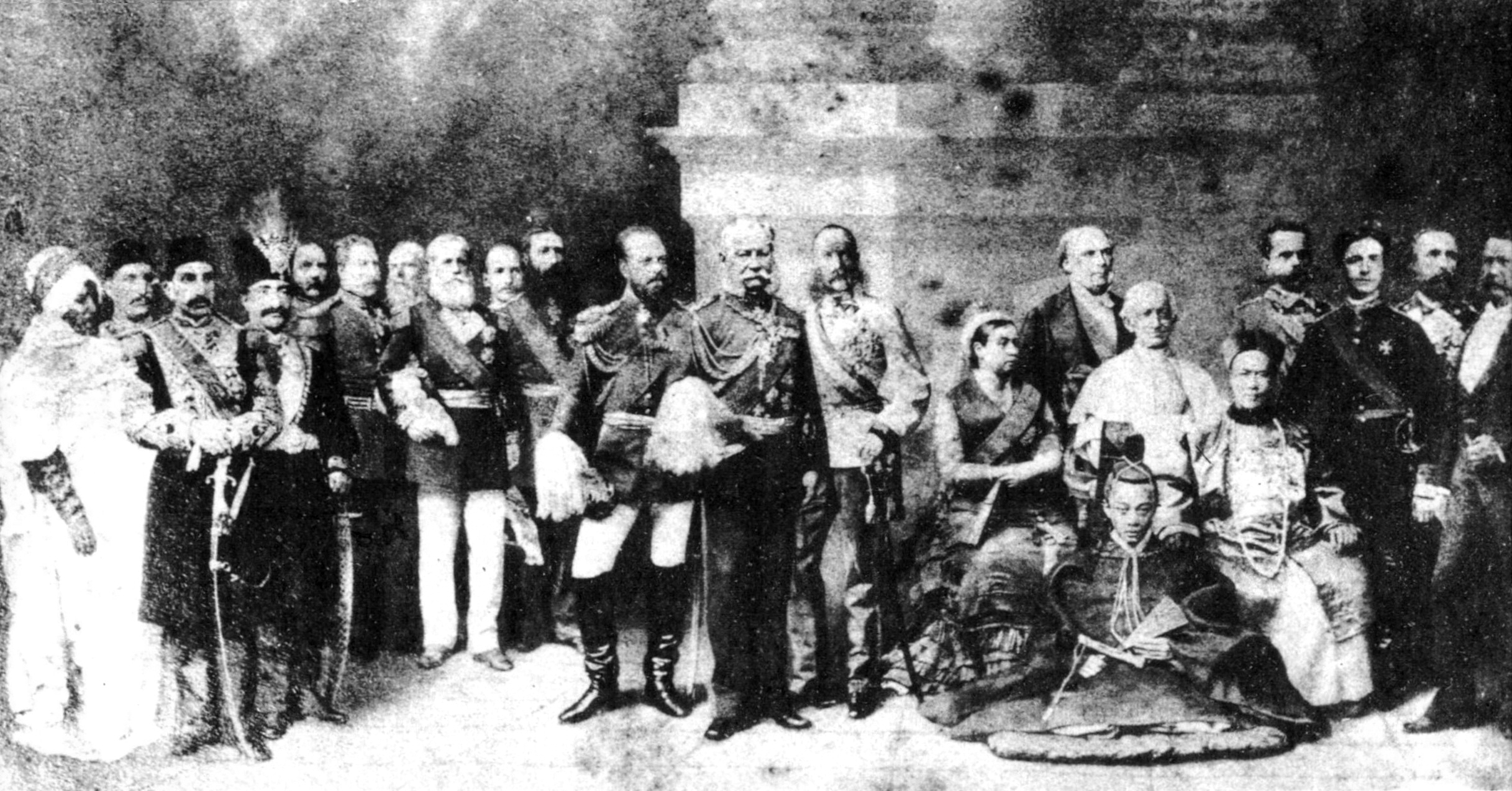
Fotomontaj din anul 1889 prezentând mai mulți șefi de stat ai timpului. De la stânga la dreapta, Yohannes al IV-lea (Împărat al Etiopiei), Tevfik Paşa (Kedivatul Egiptului), Abdul-Hamid al II-lea (Sultan otoman), (Padișah), Christian al IX-lea (Rege al Danemarcei), Luís I (Rege al Portugaliei), Willem al III-lea (Rege al Țărilor de Jos), Pedro al II-lea (Împărat al Braziliei), Milan I (Rege al Serbiei), Leopold al II-lea (Rege al Belgiei), Alexandru al III-lea (Împărat al Rusiei), Wilhelm I (Împărat german și Rege al Prusiei), Franz Joseph (Împărat al Austriei și Rege al Ungariei), Victoria (Regină a Regatului Unit și Împărăteasă a Indiei), Jules Grévy (Președintele Republicii Franceze), Leon al XIII-lea (Papă), Meiji (Împărat al Japoniei), Guangxu (Împărat al Chinei), Umberto I (Rege al Italiei), Alfonso al XII-lea (Rege al Spaniei), Oscar al II-lea (Rege al Suediei și al Norvegiei) și Chester A. Arthur (Președinte al Statelor Unite).

Un șef de stat este persoana publică, care reprezintă oficial unitatea națională și legitimitatea unui stat suveran. În funcție de forma de guvernare a țării și de separare a puterilor, șeful statului poate fi o figură ceremonială sau, concomitent, șeful guvernului. În sistemul parlamentar, șeful statului este liderul de drept al națiunii, deoarece liderul de facto este premierul. În schimb, sistemul semiprezidențial are atât șef de stat, cât și guvern ca lideri de facto ai națiunii (în practică ei împart conducerea între ei). În țările cu sisteme parlamentare, șeful statului este de obicei o figură ceremonială (eng. figurehead), care, de fapt nu ghidează activitățile guvernamentale de zi cu zi și nu este împuternicită să exercite nici un fel de autoritate politică. În țările în care șeful statului este și șeful guvernului, șeful statului servește atât ca reprezentant public, cât și cel mai înalt lider politic, care supraveghează ramura executivă (de exemplu, președintele Braziliei).
Fostul președinte francez Charles de Gaulle, în timp ce a dezvoltat actuala Constituție a Franței (1958), a declarat că șeful statului ar trebui să întruchipeze l’esprit de la nation ("spiritul națiunii").

## Modele constituționale
Unii scriitori academici discută despre state și guverne în termeni de "modele".
Un stat național independent are, în mod obișnuit, un șef de stat și determină amploarea puterilor executive ale guvernului sau a funcțiilor sale reprezentative formale.În termeni protocolari, șeful unui stat suveran și independent este de obicei identificat ca persoana care, conform constituției acestui stat, este monarhul, în cazul unei monarhii sau președintele, în cazul unei republici.
Printre diferitele constituții ale statului (legi fundamentale) care stabilesc sisteme politice diferite, se pot distinge patru tipuri majore de șefi de stat:
1. Sistemul parlamentar, cu două modele:

- Modelul standard, în care șeful statului, teoretic, posedă puteri executive cheie, dar exercitarea unei asemenea puteri se face pe baza sfaturilor obligatorii ale șefului de guvern (de exemplu, Marea Britanie, India,Germania).
- Modelul neexecutiv, în care șeful statului nu are puteri executive sau sunt foarte limitate și are, de fapt, un rol ceremonial și simbolic (de exemplu, Suedia, Japonia, Israel).

1. Sistemul semiprezidențial, în care șeful statului împarte puterile executive cheie cu un șef de guvern (de exemplu, Rusia, Franța, Sri Lanka); și
2. Sistemul prezidențial, în care șeful statului este și șeful guvernului și are toate puterile executive (de exemplu, Statele Unite ale Americii, Indonezia).

Același rol într-un teritoriu federal și dependent este îndeplinit de biroul corespunzător echivalent cu cel al unui șef de stat. De exemplu, în fiecare provincie canadiană rolul este îndeplinit de guvernatorul locotenent, în timp ce în majoritatea teritoriilor britanice de peste mări competențele și îndatoririle sunt îndeplinite de guvernator. Același lucru este valabil pentru statele australiene, statele indiene etc. Documentul constituțional al Hong Kong-ului, Legea fundamentală, de exemplu, specifică directorul executiv ca șef al regiunii administrative speciale, pe lângă rolul său de șef al guvernului. Totuși, acești șefi de stat nesuveran au un rol limitat sau deloc în afacerile diplomatice, în funcție de statutul, și de normele și practicile teritoriilor în cauză.

### Sistemul parlamentar

#### Modelul standard
În sistemele parlamentare, șeful statului poate fi doar directorul executiv nominal, conducând partea executivă a statului și având o putere executivă limitată. În realitate, totuși, în urma unui proces de evoluție constituțională, puterile sunt exercitate, de regulă, numai de către conducerea unui cabinet, prezidat de un șef de guvern care este răspunzător de legislativ. Această responsabilitate și legitimitate impune ca cineva să fie ales care are sprijin majoritar în legislativ (sau, cel puțin, nu o opoziție majoritară - o diferență subtilă, dar importantă). De asemenea, acesta acordă legislativului dreptul de a vota șeful guvernului și cabinetul său, obligându-l fie să demisioneze, fie să solicite o dizolvare parlamentară. Se spune că executivul este responsabil (sau răspunzător) față de legislativ, iar șeful guvernului și cabinetul acceptă, la rândul său, responsabilitatea constituțională de a oferi consultanță constituțională șefului statului.
În monarhiile constituționale parlamentare, legitimitatea șefului statului neales derivă în mod obișnuit din aprobarea tacită a poporului prin intermediul reprezentanților aleși. În consecință, la vremea Revoluției Glorioase, parlamentul englez a acționat din proprie inițiativă pentru a numi un nou rege și regină (monarhii comuni Maria a II-a a Angliei și William al III-lea al Angliei); de asemenea, abdicarea lui Eduard al VIII-lea al Regatului Unit a impus aprobarea fiecăruia dintre cele șase tărâmuri independente ale căror monarh era. În monarhiile cu o constituție scrisă, poziția monarhului este o creatură a constituției și ar putea fi în mod corespunzător eliminată printr-o procedură democratică de modificare constituțională, deși adesea există obstacole semnificative de procedură impuse unei astfel de proceduri (ca în Constituția Spaniei).
În republicile cu un sistem parlamentar (cum ar fi India, Germania, Austria, Italia și Israel), șeful statului este, de obicei, numit președinte, iar funcțiile principale ale unor astfel de președinți sunt în principal ceremoniale și simbolice, spre deosebire de președinții dintr-un sistem prezidențial sau semiprezidențial.

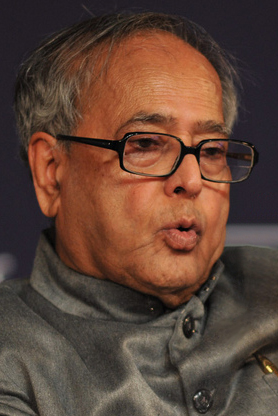
Președintele Pranab Mukherjee, șef de stat al Republicii India din iulie 2012 până în iulie 2017

În realitate, există numeroase variante pentru poziția unui șef de stat în cadrul unui sistem parlamentar. Cu cât Constituția este mai veche, cu atât mai multă libertate constituțională tinde să existe pentru ca un șef de stat să exercite puteri mai mari asupra guvernului, deoarece multe constituții ale sistemului parlamentar mai vechi acordă șefilor de stat puteri și funcții asemănătoare sistemelor prezidențiale sau semiprezidențiale, fără a se referi la principiile democratice moderne de responsabilitate față de parlament sau chiar de birourile guvernamentale moderne.
De exemplu, în conformitate cu constituția din 1848 a Regatului Italiei, Statuto Albertino - aprobarea parlamentară față de guvernul numit de rege - a fost obișnuit, dar nu este impus de lege. Deci, Italia avea un sistem parlamentar de facto, însă de jure un sistem "prezidențial".
Exemple de șefi de stat în sistemele parlamentare care folosesc puteri mai mari decât de obicei, fie din cauza unor constituții ambigue, fie de urgențe naționale fără precedent, includ decizia regelui Leopold al III-lea al Belgiei de a se preda în numele statului său armatei germane invadatoare în 1940, împotriva voința guvernului său. Judecând după faptul că responsabilitatea sa față de națiune în virtutea jurământului său de încoronare i-a cerut să acționeze, el a crezut că decizia guvernului său de a lupta mai degrabă decât să se predea a fost greșită și ar afecta Belgia. (Decizia lui Leopold s-a dovedit a fi extrem de controversată. După Al Doilea Război Mondial, Belgia a votat într-un referendum pentru a-l lăsa să se întoarcă la tron, dar din cauza controverselor, el a abdicat în cele din urmă). Criza constituțională belgiană din 1990, când șeful statului a refuzat să semneze un proiect de lege care să permită avortul, a fost rezolvat de către cabinet prin asumarea puterii de a promulga legea în timp ce el a fost tratat ca "incapabil să conducă" timp de douăzeci și patru de ore.

#### Modelul neexecutiv
Acești oficiali sunt excluși complet din executiv: nu dispun nici măcar de puteri executive teoretice sau de orice rol, chiar formal, în cadrul guvernului. Prin urmare, guvernele a astfel de state nu se referă, după modelul parlamentar tradițional, ale stilului șefilor de stat, Guvernul Maiestății Sale sau Guvernul Excelenței Sale. În cadrul acestei categorii generale, pot exista variante în ceea ce privește puterile și funcțiile. 
Constituția Japoniei a fost întocmită sub ocupația aliaților care a urmat după cel de-al doilea război mondial și a fost menită să înlocuiască sistemul monarhic militar și cvasi-absolut, anterior cu o formă de sistem parlamentar de democrație liberală. Constituția împuternicește cu drepturi, în mod explicit, toată puterea executivă în Cabinet, care este condus de premier (articolele 65 și 66) și responsabil de Dieta (articolele 67 și 69). Împăratul este definit în constituție drept "simbolul statului și al unității poporului" (articolul 1) și este recunoscut în întreaga lume ca fiind șeful statului japonez. Deși împăratul numește în mod oficial premierul, articolul 6 din Constituție, îi cere să numească candidatul "așa cum a fost desemnat de Dietă", fără nici un drept de a refuza numirea. El este un figură ceremonială fără puteri discreționare independente legate de guvernarea Japoniei.
De la trecerea în Suedia a Instrumentului de guvernare din 1974, monarhul suedez nu mai are multe dintre funcțiile de șef de stat ale sistemului parlamentar standard, care i-au aparținut anterior, așa cum a fost în cazul instrumentului de guvernare precedent din 1809. Astăzi, Președintele Riksdag-ului numește (în urma unui vot în Riksdag) premierul și își încheie mandatul după un vot de neîncredere sau de demisie voluntară. Membrii cabinetului sunt numiți și concediați la discreția primului-ministru. Legile și ordonanțele sunt promulgate de doi membri ai cabinetului strigând de unison "În numele guvernului", iar guvernul - nu monarhul - este partea înaltă contractantă, în ceea ce privește tratatele internaționale. Restul funcțiilor oficiale ale suveranului, prin mandat constituțional sau prin convenție nescrisă, sunt deschiderea sesiunii anuale a Riksdagului, primirea ambasadorilor străini și semnarea scrisorilor de credință pentru ambasadorii suedezi, prezidarea comitetului consultativ extern, prezidarea la consiliul special al cabinetului atunci când un nou premier primește mandatul și să fie informat de prim-ministru cu privire la chestiunile de stat.
În schimb, singurul contact pe care președintele Irlandei îl are cu guvernul irlandez, este printr-o sesiune de briefing formală dată de către prim-ministru (eng. Taoiseach) președintelui statului. Cu toate acestea, el sau ea nu are acces la documentație și accesul la miniștri care trece prin Departamentul Taoiseach. Cu toate acestea, președintele deține puteri de rezervă limitate, cum ar fi trimiterea unui proiect de lege instanței supreme pentru a-i testa constituționalitatea, și sunt utilizate la discreția președintelui.
Cel mai extrem șef de stat republican neexecutiv, este președintele Israelului, car nu deține nici o putere de rezervă. Cele mai puține puteri ceremoniale deținute de președinte, sunt numirea primului ministru, aprobarea dizolvării Knesset-ului creat de primul ministru și grațierea criminalilor sau modificarea sentinței acestora.

#### Modelul executiv
Unele republici parlamentare (cum ar fi Africa de Sud, Botswana și Surinam) au îmbinat rolurile șefului statului cu șeful guvernului (ca într-un sistem prezidențial), în timp ce au singurul director executiv, adesea numit președinte, depinzând de încrederea Parlamentului în guvernare (ca și într-un sistem parlamentar). De asemenea, fiind simbol conducător al națiunii, președintele în acest sistem acționează în cea mai mare parte ca prim-ministru, deoarece actualul membru trebuie să fie membru al legislativului la momentul alegerilor, răspunde la întrebări din cadrul ședințelor din Parlament, evită moțiunea de cenzură, etc.

### Sistemul semiprezidențial

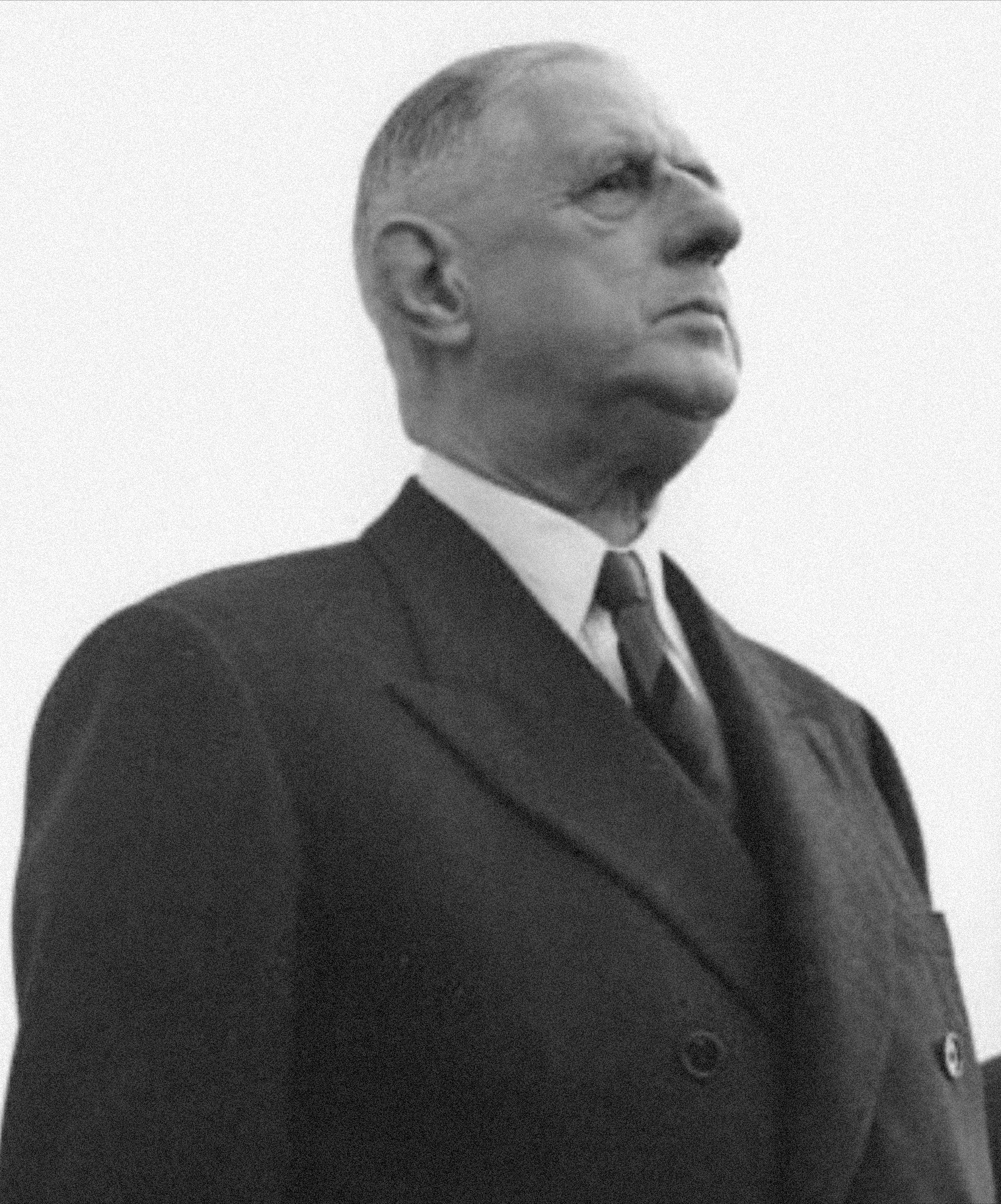
Charles de Gaulle, Președinte și șef al statului al celei de-a Cincea Republică Franceză(1959–1969)

Sistemele semiprezidențiale combină caracteristicile sistemelor prezidențiale și parlamentare, în special, cerința ca guvernul să răspundă atât președintelui, cât și legislativului. Constituția celei de-a cincea republică franceză prevede un prim-ministru ales de președinte, dar care totuși trebuie să poată obține sprijin în Adunarea Națională. Dacă un președinte ar fi parte a unui spectru politic și opoziția va fi sub controlul legislativului, președintele este de obicei obligat să aleagă pe cineva din opoziție pentru a deveni prim-ministru, un proces cunoscut sub numele de coabitare. Președintele François Mitterrand, un socialist, de exemplu, a fost nevoit să coabiteze cu Jacques Chirac, care a devenit prim-ministru în perioada 1986-1988. În sistemul francez, în caz de coabitare, președintelui i se permite adesea să stabilească agenda politică în domeniul securității și afacerilor externe, iar premierul conduce agenda economică internă și economică. 
Alte țări se dezvoltă în ceva asemănător, cu un sistem semi-prezidențial sau cu un sistem prezidențial complet. Republica de la Weimar, de exemplu, în constituția sa, prevedea un președinte ales în mod obișnuit cu puteri teoretice dominante executive, care urmau să fie exercitate numai în situații de urgență și un cabinet desemnat de el din Reichstag, care era așteptat, în condiții normale, să răspundă Reichstag-ului. Inițial, președintele a fost doar o figură simbolică, cu dominația Reichstag-ului; totuși, instabilitatea politică persistentă, în care guvernele au durat adesea doar câteva luni, au dus la o schimbare a structurii puterii republicii, cu puterile de urgență ale președintelui. Până în 1932, puterea s-a schimbat într-o asemenea măsură, încât președintele german Paul von Hindenburg a reușit să concedieze un cancelar și să-și aleagă propriul candidat pentru acest post, chiar dacă cancelarul aflat în exercițiu deținea încrederea Reichstag-ului în timp ce noul cancelar nu. Ulterior, președintele von Hindenburg și-a folosit puterea de a numi pe Adolf Hitler în funcția de cancelar fără a se consulta cu Reichstag-ul.

### Sistemul prezidențial

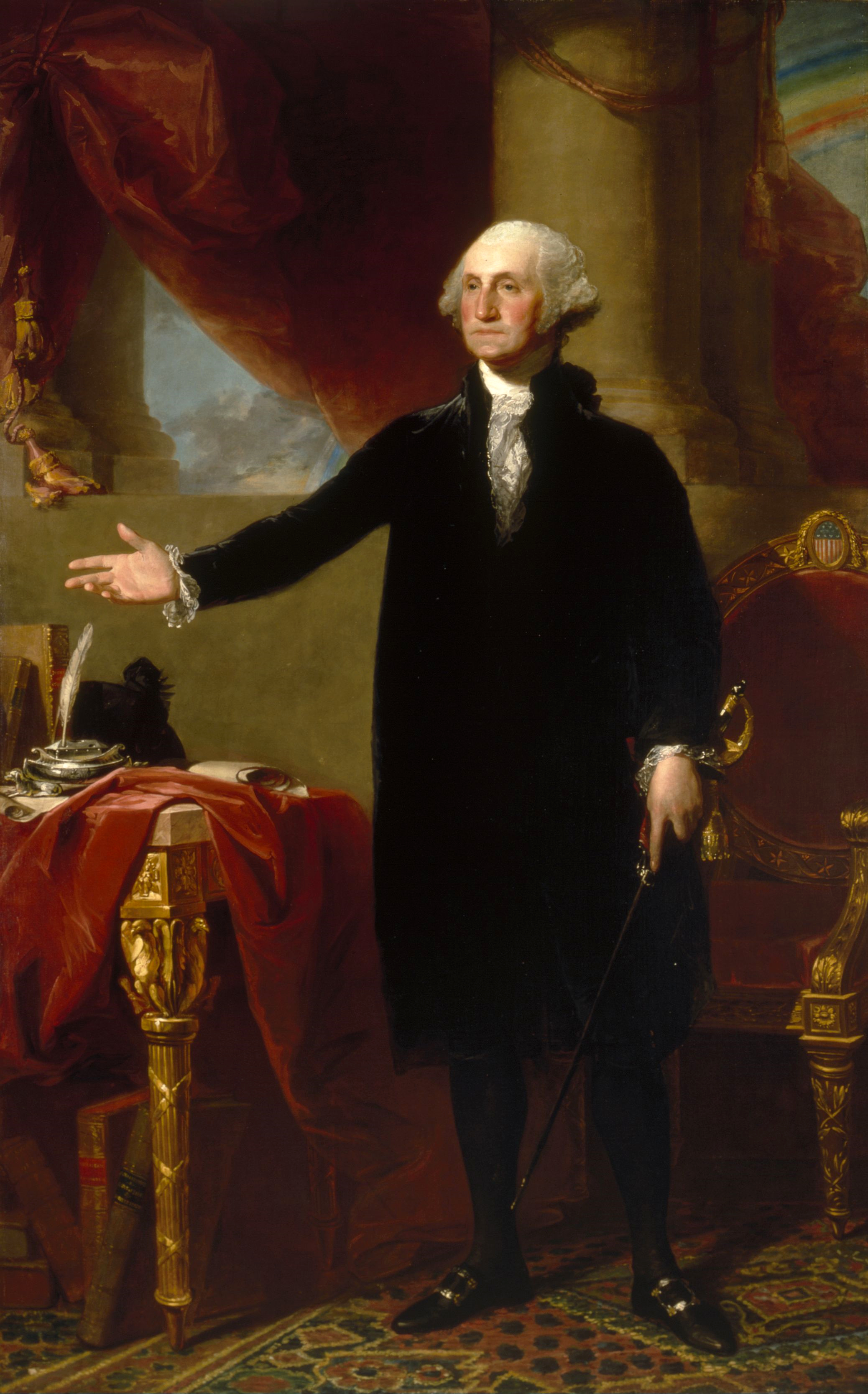
George Washington, primul Președinte al Statelor Unite ale Americii

Notă: Șeful statului, într-un sistem "prezidențial", nu poate deține titlul de "președinte" - numele sistemului se referă la orice șef de stat care guvernează efectiv și care nu depinde în mod direct de legislativ ca să rămână în funcție. 
Unele constituții sau legi fundamentale prevăd un șef de stat care nu este doar teoretic, ci în practică director executiv, care acționează separat și independent de legislatura. Acest sistem este cunoscut ca un "sistem prezidențial" și, uneori, numit "modelul imperial", deoarece funcționarii executivi ai guvernului sunt responsabili doar, și exclusiv unui șef de stat, care este ales și, ocazional, respins de către șeful statului fără referire la legislativ. Este de remarcat faptul că, unele sisteme prezidențiale, în timp ce nu prevăd responsabilitatea executivă colectivă față de legislativ, ar putea necesita aprobarea legislativă pentru persoanele fizice, înainte de preluarea funcției în cabinet și împuternicirea legislativului să elimine un președinte din funcție (de exemplu, în Statele Unite ale Americii). În acest caz, dezbaterea se concentrează pe confirmarea lor în funcție, nu scoaterea din funcție și nu implică puterea pentru a respinge sau a aproba membrii cabinetului propus în bloc, deci nu este o responsabilitate într-un sens înțeles într-un sistem parlamentar. 
Republicile prezidențiale reprezintă o trăsătură notabilă a constituțiilor din America, inclusiv cele din Argentina, Brazilia, Columbia, El Salvador, Mexic și Venezuela; aceasta este, în general, atribuită influenței puternice a Statelor Unite în regiune, întrucât Constituția Statelor Unite ale Americii a servit drept inspirație și model pentru războaiele latino-americane pentru independență de la începutul secolului al XIX-lea. Majoritatea președinților din aceste țări sunt aleși prin mijloace democratice (alegeri populare directe sau indirecte); totuși, ca toate celelalte sisteme, modelul prezidențial cuprinde și oameni care devin șefi de stat prin alte mijloace, în special prin dictatură militară sau lovitură de stat, așa cum se vede deseori în regimurile prezidențiale din America Latină, Orientul Mijlociu și alte țări prezidențiale. Unele dintre caracteristicile unui sistem prezidențial se regăsesc și în monarhiile absolute, în monarhiile parlamentare și în regimurile unipartid (de exemplu, Comuniste), dar în majoritatea cazurilor de dictatură, modelele lor constituționale declarate sunt aplicate doar în nume și nu în teoria sau practica politică. 
În anii 1870, în Statele Unite, în urma impeachment-ului președintelui Andrew Johnson și aproape eliminarea acestuia din funcție, s-a speculat că Statele Unite se vor muta de la un sistem prezidențial la unul semiprezidențial sau chiar parlamentar, cu Președinte al Camerei Reprezentanților, devenind de facto un centru de guvernare ca un cvasi-prim-ministru. Acest lucru nu s-a întâmplat și președinția, fiind afectată de trei asasinate la sfârșitul secolului al XIX-lea și începutul secolului al XX-lea (Abraham Lincoln, James Abram Garfield și William McKinley) și un impeachment (Johnson), și-a reafirmat dominanța politică la începutul secolului al XX-lea prin intermediul unor figuri precum Theodore Roosevelt și Woodrow Wilson. 

### Sistemul monopartid
În anumite state, sub constituțiile marxiste ale statului socialist, inspirat de fosta Uniune a Republicilor Sovietice Socialiste (URSS) și republicile sovietice constitutive ale acesteia, puterea politică reală aparținea unui singur partid juridic. În aceste state, nu a existat o funcție oficială de șef de stat, ci mai degrabă liderul ramurii legislative a fost considerat cel mai apropiat echivalent comun al unui șef de stat ca persoană fizică. În Uniunea Sovietică, această poziție avea astfel de titluri ca Președinte al Comitetului Executiv Central al URSS; Președinte al Prezidiumului Sovietului Suprem; și în cazul Republicii Sovietice Federative Socialiste Ruse, Președinte al Comitetului Executiv Central al Congresului întregii Rusii al sovieticilor (înainte de 1922) și Președinte al Biroului Comitetului Central al Republicii Sovietice Federative Socialiste Ruse (1956-1966). Această poziție ar fi putut sau nu fi deținută de către liderul sovietic de facto în acest moment. De exemplu, Nikita Hrușciov nu a condus niciodată Sovietul Suprem, ci a fost primul secretar al Comitetului Central al Partidului Comunist (lider de partid) și președinte al Consiliului de Miniștri (șeful guvernului).
Acest lucru poate duce chiar la o variabilitate instituțională, așa cum este în Coreea de Nord, unde, după președinția liderului de partid Kim Ir-sen, biroul a fost vacant de ani de zile. Ultimului președinte i-a fost acordat titlul postum (asemănător unor tradiții antice din Orientul Îndepărtat de a da nume și titluri postum membrilor familiei regale) de "Președinte etern". Toată puterea de fond, ca lider de partid, nu a fost creată oficial timp de patru ani, a fost moștenită de fiul său Kim Jong-il. Postul de președinte a fost înlocuit în mod oficial la 5 septembrie 1998, pentru scopuri ceremoniale, de către președintele prezidiumului Adunării Populare Supreme, iar postul de lider al partidului în calitate de președinte al Comisiei Naționale de Apărare a fost declarat simultan "cel mai înalt post al statului", nu spre deosebire de Deng Xiaoping mai devreme în Republica Populară Chineză.

### Complexitatea clasificării

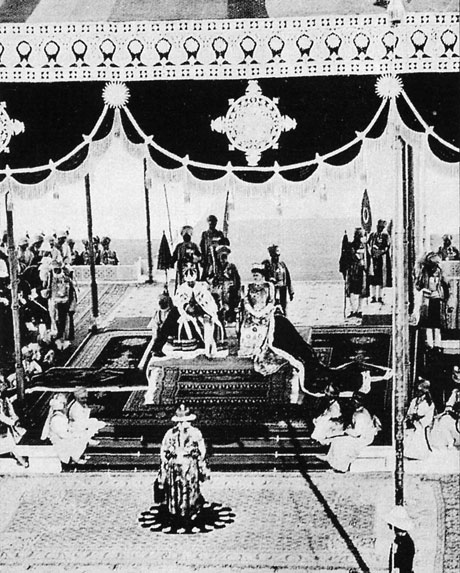
George al V-lea al Regatului Unit, Împăratul Indiei și Împărăteasa Maria în Delhi Durbar, 1911.

Deși există categorii clare, uneori este dificil să alegi din ce categorie fac parte anumiți șefi de stat. În realitate, categoria la care aparține fiecare șef de stat este evaluată nu prin teorie ci prin practică. 
Schimbările constituționale din Liechtenstein în 2003, i-au dat șefului statului, prințului conducător, puteri constituționale, care includeau un drept de veto asupra legislației și puterea de a concedia șeful guvernului și cabinetul S-ar putea argumenta, că întărirea puterilor prințului, față de Landtag (legislativ), a mutat Liechtenstein-ul în categoria semi-prezidențială. În mod similar, puterile originale date președintelui grec în baza Constituției Republicii Elene din 1974 au făcut ca Grecia să fie mai aproape de modelul semi-prezidențial francez.
O altă complicație există în cazul Africii de Sud, în care președintele este de fapt ales de Adunarea Națională (legislativ) și, prin urmare, este asemănător, în principiu, unui șef de guvern într-un sistem parlamentar, dar, de asemenea, recunoscut și ca șef de stat. Birourile președintelui din Nauru și ale președintelui Botswanei sunt similare în acest sens cu președinția Sud-Africană.
Panama, în timpul dictaturilor militare ale lui Omar Torrijos și lui Manuel Noriega, era în mod nominal o republică prezidențială. Cu toate acestea, președinții civili aleși au fost efectiv figuri care au prerogative ceremoniale cu putere politică reală, fiind exercitată de șeful forțelor de apărare din Panama.
Din punct de vedere istoric, la momentul Ligii Națiunilor (1920-1946) și al înființării Organizației Națiunilor Unite (1945), șeful statului din India era monarhul Regatului Unit, domnind direct sau indirect ca Împărat al Indiei prin Vice și Guvernator general al Indiei.

## Roluri
Șeful statului este cea mai înaltă poziție constituțională într-un stat suveran. Un șef de stat are unele sau toate rolurile enumerate mai jos, adesea în funcție de categoria constituțională (de mai sus) și nu exercită neapărat în mod regulat cea mai mare putere sau influență a guvernării. Există, de obicei, o ceremonie publică oficială atunci când o persoană devine șef de stat sau ceva timp după aceea. Aceasta ar putea fi jurământul la investirea unui președinte al unei republici sau la încoronarea unui monarh. 

### Rolul simbolic
Un rol important al unui șef de stat modern este de a fi un simbol național viu al statului; în monarhiile ereditare acest lucru se extinde la monarh fiind un simbol al continuității neîntrerupte a statului. De exemplu, monarhul canadian este descris de către guvern ca fiind personificarea statului canadian și este descris de Departamentul patrimoniului canadian drept "simbolul personal al credinței, unității și autorității pentru toți canadienii".
În multe țări, portretele oficiale ale șefului statului pot fi găsite în birouri guvernamentale, instanțe judecătorești, chiar aeroporturi, biblioteci și alte clădiri publice. Ideea, uneori reglementată de lege, este de a folosi aceste portrete pentru a face publicul conștient de legătura simbolică cu guvernul, o practică care datează din epoca medievală. Uneori această practică este luată în exces și șeful de stat devine simbolul principal al națiunii, ducând la apariția unui cult de personalitate, în care imaginea șefului statului este singura reprezentare vizuală a țării, depășind alte simboluri, cum ar fi drapelul.
Alte reprezentări comune sunt pe monede, mărci poștale și alte ștampile, bancnote, uneori doar cu o mențiune sau semnătură; și locurile publice, străzile, monumentele și instituțiile, cum ar fi școlile, sunt numite ca șefii de stat actuali sau anteriori. În monarhii (de exemplu, în Belgia) poate exista chiar o practică de a atribui adjectivul "regal" la cerere, pe baza existenței, pentru un anumit număr de ani. Cu toate acestea, astfel de tehnici politice pot fi folosite și de liderii fără rang formal de șef de stat, chiar partid și de alți lideri revoluționari, fără mandat formal de stat.
Șefii de stat adesea salută vizitatori străini importanți, în special pe cei ce vizitează șefii de stat. Aceștia își asumă rolul de gazdă în timpul unei vizite de stat, iar programul poate include interpretarea unor imnuri naționale de către o trupă militară, inspecția trupelor militare, schimbul oficial de cadouri și participarea la o cină de stat la reședința oficială a gazdei.
Acasă, șefii de stat sunt așteptați să aducă lumină cu diferite ocazii prin prezența lor, cum ar fi participarea la spectacole artistice sau sportive sau concursuri (adesea într-o lojă de onoare la teatru, pe o platformă, pe rândul din față, la masa de onoare), expoziții, sărbători de ziua națională, evenimente de dăruire, parade militare și amintiri de război, înmormântări proeminente, vizite în diferite părți ale țării și oameni din diferite zone ale vieții și, uneori, acte simbolice, cum ar fi tăierea unei panglici, lansarea unei nave, punerea primei pietre de temelie la construirea unor edificii. Unele părți ale vieții naționale primesc atenția lor obișnuită, adesea anual, sau chiar sub formă de patronaj oficial.
Carta olimpică (regula 55.3) a Comitetului Olimpic Internațional stipulează că Jocurile olimpice de vară și de iarnă vor fi deschise de către șeful statului gazdă, pronunțându-se o singură frază formală, așa cum este ea stabilită în Carta Olimpică.
Deoarece aceste invitații pot fi foarte numeroase, astfel de îndatoriri sunt adesea parțial delegate unor astfel de persoane, cum ar fi soțul / soția, șeful guvernului sau un ministru al cabinetului sau în alte cazuri (posibil ca un mesaj, spre exemplu, să se îndepărteze fără să se facă ofensă) doar un ofițer militar sau un funcționar public.
Pentru șefii de state neexecutivi există adesea un grad de control de către guvernul responsabil din punct de vedere politic (cum ar fi șeful guvernului). Aceasta înseamnă că, guvernul aprobă în mod discret agenda și discursuri, în special unde constituția își asumă toată responsabilitatea politică prin acordarea inviolabilității coroanei, ca și în Regatul Belgiei, încă de la bun început; într-o monarhie, aceasta poate fi extinsă până la un anumit grad la ceilalți membri ai dinastiei, mai ales moștenitorul tronului.

### Rolul executiv
În majoritatea statelor, fie că sunt republici sau monarhii, autoritatea executivă este încredințată, cel puțin din punct de vedere al noțiunii, șefului statului. În sistemele prezidențiale, șeful statului este actualul director executiv de facto. În cadrul sistemelor parlamentare, autoritatea executivă este exercitată de șeful statului, dar în practică se face pe baza sfaturilor cabinetului de miniștri. Aceasta produce termeni precum "Guvernul Maiestății Sale" și "Guvernul Excelenței Sale". Exemple de sisteme parlamentare în care șeful statului este director executiv sunt Australia, Austria, Canada, Danemarca, India, Italia, Norvegia, Spania și Regatul Unit.

#### Numirea înalților funcționari
Șeful statului desemnează, de obicei, majoritatea sau toți oficialii-cheie din guvern, inclusiv șeful guvernului și alți miniștri ai cabinetului, personalități juridice cheie; și toți cei mai importanți oficiali din serviciul public, serviciul străin și ofițerii comandați ai armatei. În multe sisteme parlamentare, șeful guvernului este numit cu consimțământul (în practică deseori decisiv) legislativului, iar alte persoane sunt numite în baza sfatului guvernului.
În practică, aceste decizii sunt deseori o formalitate. Ultima dată când premierul Regatului Unit a fost selectat unilateral de către monarh, a fost în 1963, când regina Elisabeta a II-a l-a numit pe Alec Douglas-Home la sfatul primului ministru demisionar, Harold Macmillan.
În sistemele prezidențiale, cum ar fi cele ale Statelor Unite, numirile sunt nominalizate la discreția exclusivă a președintelui, dar această desemnare este adesea supusă spre confirmare de către legislativ; și în mod special în SUA, Senatul trebuie să aprobe numirile superioare executive și judiciare cu majoritate simplă de voturi.
Șeful statului poate, de asemenea, să concedieze deținătorii de funcții. Există multe variante despre cum se poate face acest lucru. De exemplu, membrii cabinetului irlandez sunt demiși de către președinte pe baza sfaturilor taoiseachului; în alte cazuri, șeful statului ar putea să concedieze un funcționar unilateral; alți șefi de stat sau reprezentanții acestora au puterea teoretică de a demite orice deținător de birou, în timp ce acesta este extrem de rar folosit. În Franța, în timp ce președintele nu poate forța prim-ministrul să depună demisia guvernului, el poate cere, în practică, doar dacă prim-ministrul este de la propria majoritate. În sistemele prezidențiale, președintele are adesea puterea de a concedia miniștrii la discreția sa. În Statele Unite, convenția nescrisă cere ca șefii departamentelor executive să demisioneze din proprie inițiativă când sunt chemați să facă acest lucru.
Unele țări au dispoziții alternative pentru numirile înalte: În Suedia, în cadrul Instrumentului de guvernare din 1974, Președintele Riksdagului are rolul de a numi în mod oficial premierul, în urma unui vot în Riksdag, iar prim-ministrul, la rândul său, numește și demite cabinetul de miniștri la discreția sa exclusivă.

#### Rolul diplomatic

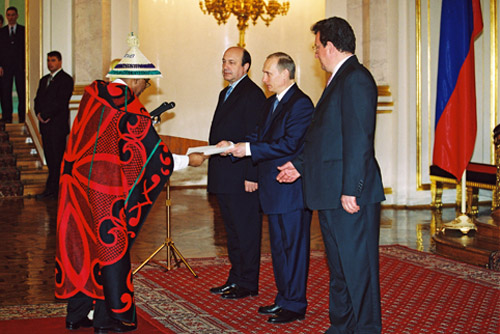
Tekiso Hati, ambasadorul Regatului Lesotho, prezintă acreditările sale președintelui rus Vladimir Putin

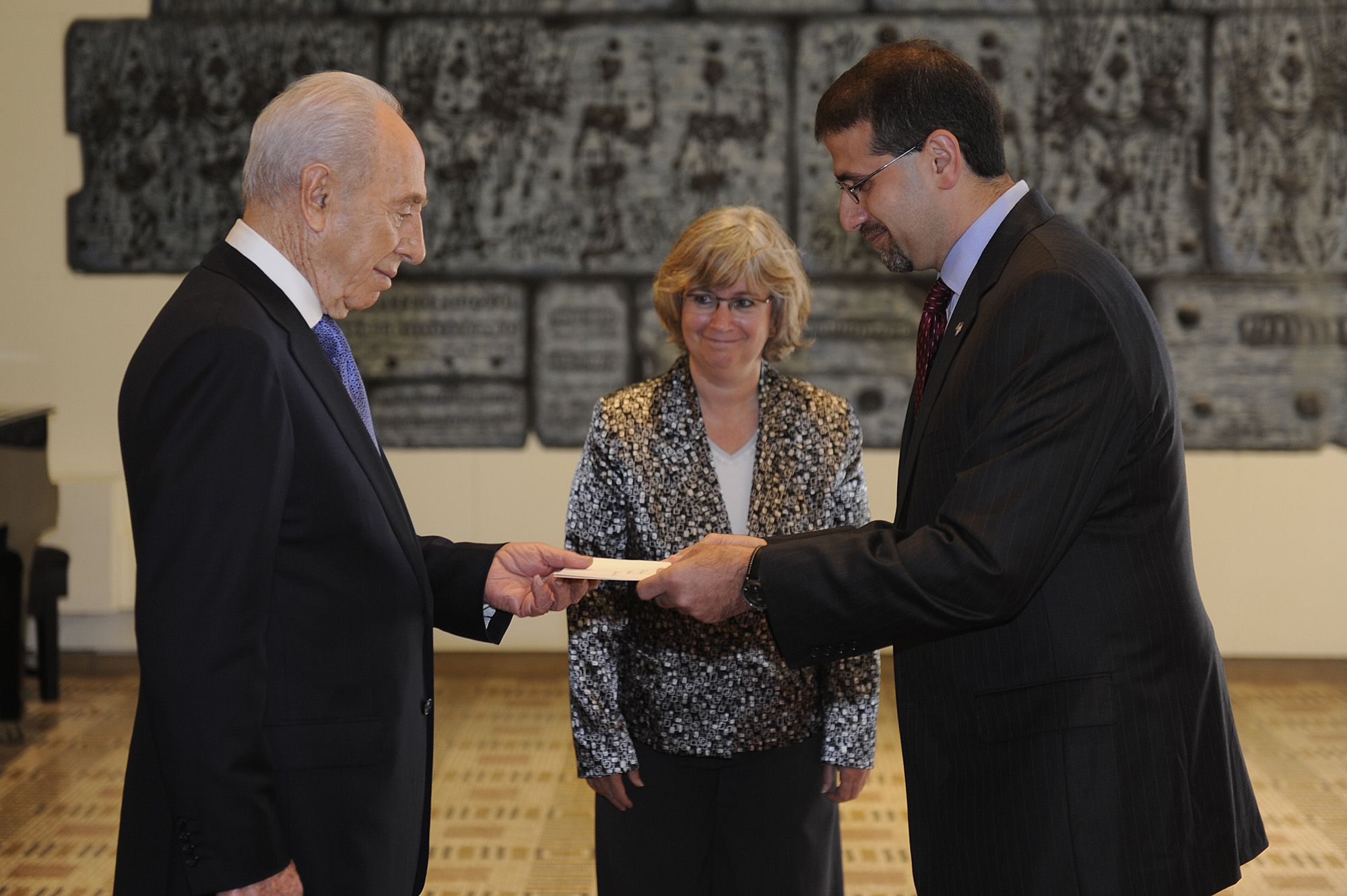
Daniel B. Shapiro, Ambasadorul SUA în Israel, prezintă acreditările sale președintelui israelian Shimon Peres, 3 august 2011

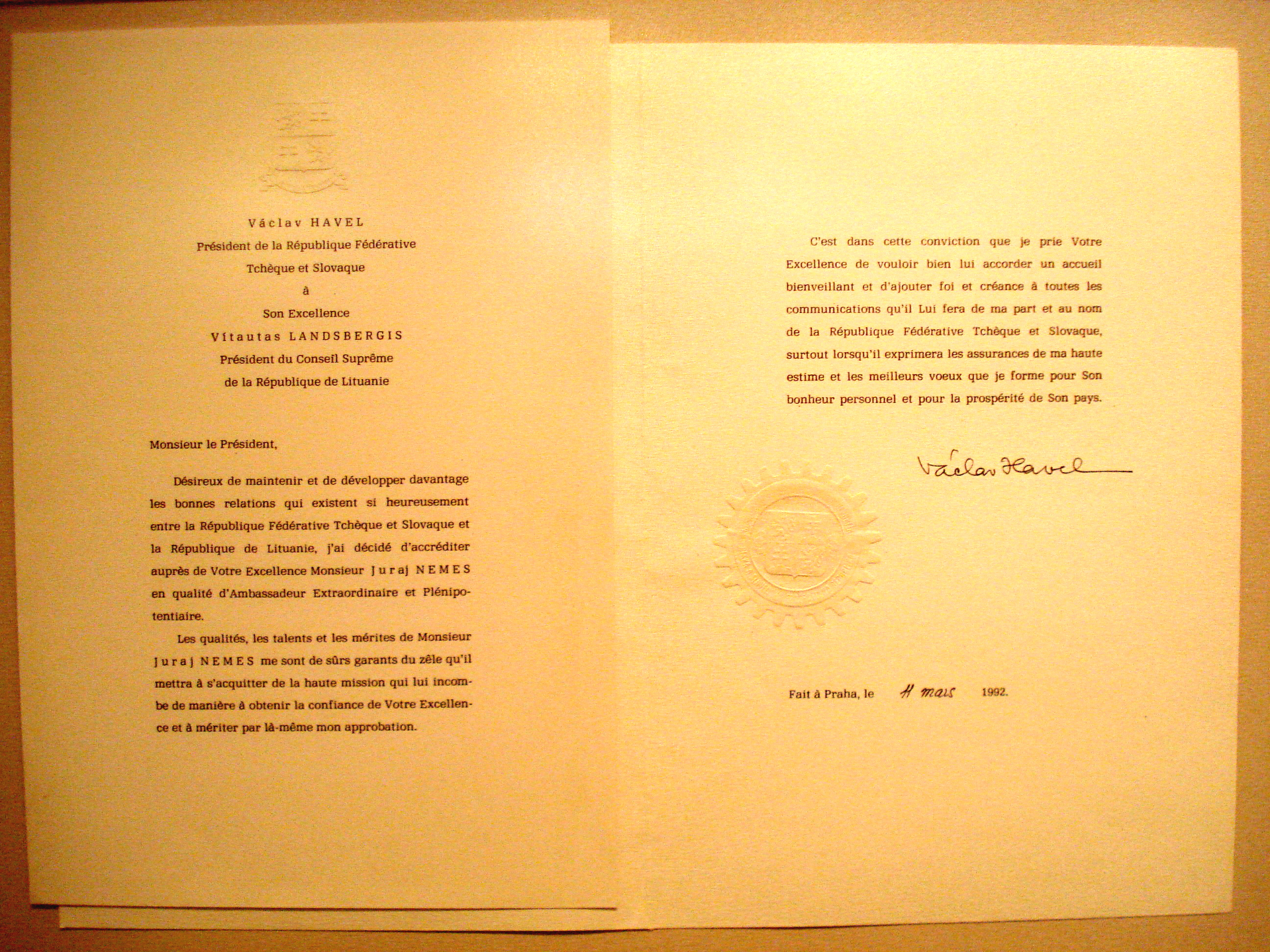
Scrisoare de acreditare în limba franceză din 1992 pentru ambasadorul cehoslovac în Lituania, semnată de președintele cehoslovac și adresată omologului său lituanian

Convenția de la Viena privind relațiile diplomatice, care a codificat obiceiurile de lungă durată, operează pe prezumția că șeful unei misiuni diplomatice (ambasadorul sau nunțiul) al statului trimițător este acreditat la șeful statului statului primitor. Șeful statului acreditează (adică validează oficial) ambasadorii țării sale (sau mai puțin șefi de misiune diplomatică, precum un înalt comisar sau nunțiu papal) prin trimiterea formală a unei scrisori oficiale (și a unei scrisori de rechemare la sfârșitul mandatului ) către alți șefi de stat și, invers, primește scrisorile omologilor lor străini. Fără acea acreditare, șeful misiunii diplomatice nu își poate asuma rolul și nu va primi cel mai înalt statut diplomatic. Rolul unui șef de stat în această privință este codificat în Convenția de la Viena privind relațiile diplomatice din 1961, care (în 2017) a ratificat 191 state suverane.

Cu toate acestea, există prevederi în Convenția de la Viena potrivit cărora un agent diplomatic de rang inferior, cum ar fi un Chargé d'affaires, este acreditat la Ministrul Afacerilor Externe (sau echivalentul).
Șeful statului este deseori desemnat ca partea înaltă contractantă în tratate internaționale în numele statului; le semnează fie personal sau au fost semnate în numele lor de către miniștri (membri guvernamentali sau diplomați); ratificarea ulterioară, atunci când este necesar, se poate baza pe legislativ. Tratatele constituind Uniunea Europeană și Comunitățile Europene sunt de remarcat cazurile contemporane ale tratatelor multilaterale prezentate în acest format tradițional, precum și acordurile de aderare ale noilor state membre.Cu toate acestea, decât să fie încheiată invariabil între doi șefi de stat, a devenit obișnuit faptul că tratatele bilaterale sunt, în prezent, exprimate într-un format interguvernamental, de exemplu între Guvernul X și Guvernul Y, mai degrabă decât între Majestatea Sa Regele din X și Excelența Sa Președintele Y.
În Canada, aceste puteri ale șefilor de stat aparțin monarhului, ca parte a Prerogativei Regale, dar guvernatorului general i s-a permis să le exercite din 1947 și a făcut-o din anii 1970.

#### Rolul militar

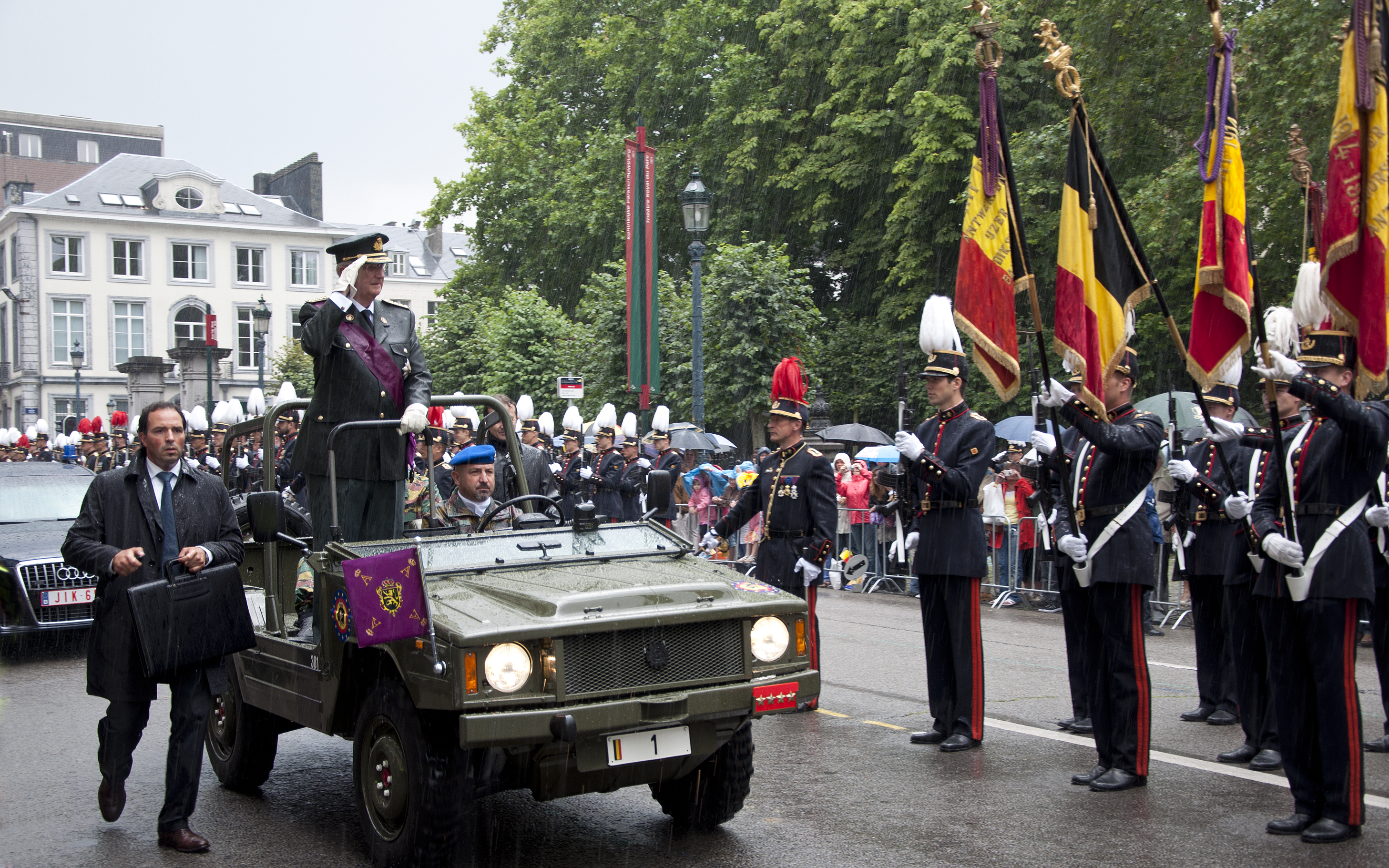
Regele Albert al II-lea al Belgiei, inspectează forțele armate belgiene în Ziua Națională a țării, 2011

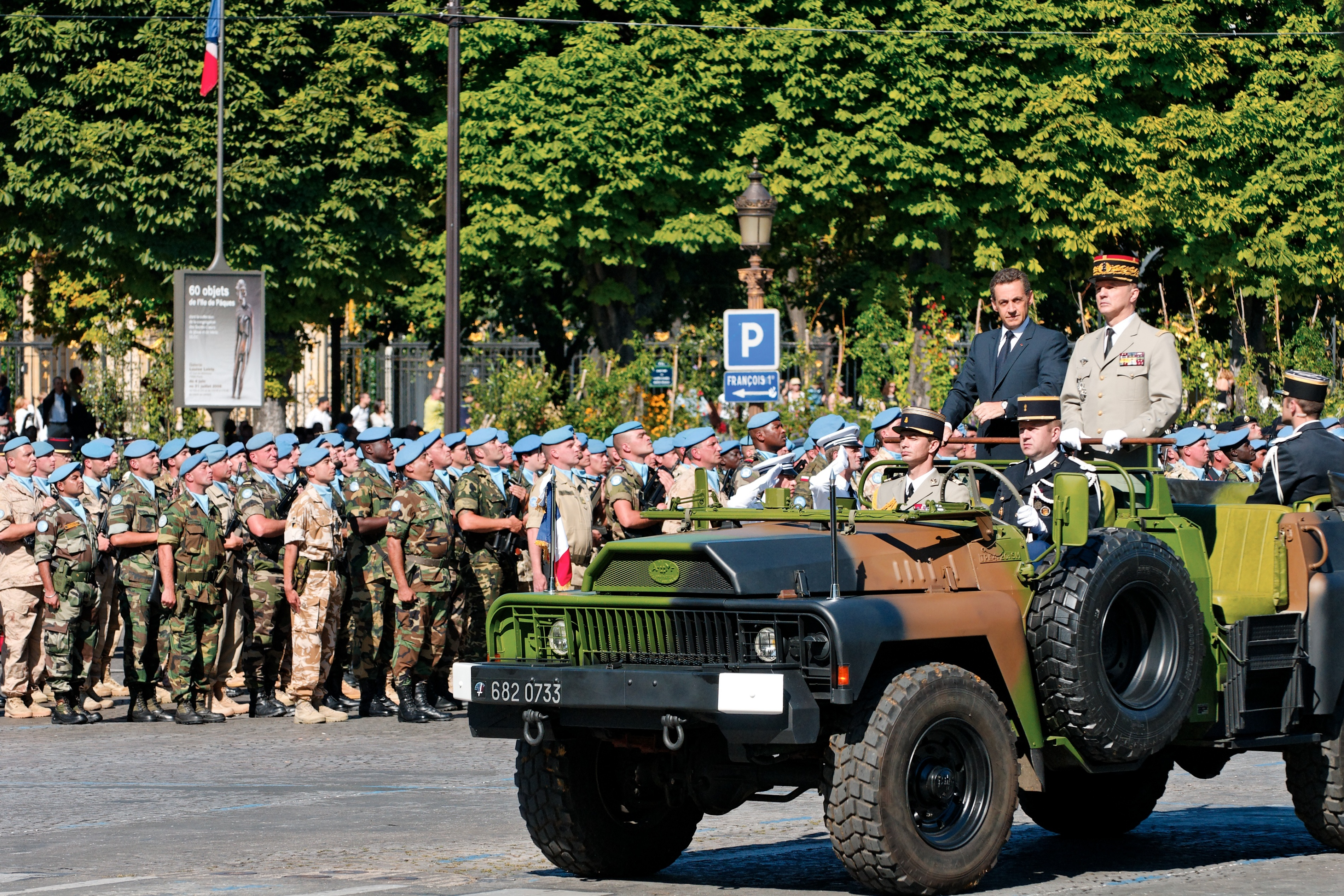
Nicolas Sarkozy, președintele francez și generalul Jean-Louis Georgelin, șeful Statului Major al Apărării, inspectează efectivul armatei în timpul paradei militare în Ziua națională a Franței pe Bulevardul Champs-Élysées din Paris, 2008

Un șef de stat este adesea, în virtutea deținerii celor mai înalte puteri executive, desemnat în mod explicit, în calitate de comandant-șef al forțelor armate ale națiunii respective, prin desemnarea celor mai înalte puteri executive, ocupând cel mai înalt post în toată ierarhia militară de comandă. 
Într-o monarhie constituțională sau o președinție neexecutivă, șeful statului poate, de jure, să dețină autoritatea supremă asupra forțelor armate, dar numai în mod obișnuit, fie prin lege scrisă, fie prin convenție nescrisă, își exercită autoritatea pe baza sfaturilor miniștrilor responsabili: ceea ce înseamnă că decizia finală de facto, privind manevrele militare, se face în altă parte. Șeful statului, indiferent de autoritatea actuală, va îndeplini îndatoriri ceremoniale legate de forțele armate ale țării și uneori va apărea în uniformă militară în aceste scopuri; în special în monarhiile în care și consortul monarhului și alți membri ai unei familii regale pot apărea, de asemenea, în îmbrăcăminte militară. Acesta este, în general, singurul moment în care un șef de stat al unei țări stabile și democratice va apărea îmbrăcat în așa fel încât oamenii de stat și publicul sunt dornici să afirme supremația politicii asupra forțelor armate.
În dictaturile militare sau în guvernele care au apărut din lovituri de stat, postul de comandant-șef este evident, deoarece toată autoritatea dintr-un astfel de guvern derivă din aplicarea forței militare; ocazional, un gol de putere creat de război este completat de un șef de stat care depășește rolul său constituțional normal, după cum a făcut regele Albert I al Belgiei în timpul Primului Război Mondial. În aceste regimuri și în regimuri revoluționare, șeful statului și, adesea, miniștrii executivi ale căror birouri sunt civili din punct de vedere juridic, vor apărea frecvent în uniformă militară.
Unele țări cu sistem parlamentar desemnează alți oficiali, decât șeful statului cu puterea de comandant suprem.
- În Germania, Legea fundamentală a Republicii Federale împuternicește această autoritate Ministrului Apărării în timpul de pace (articolul 65a) și această autoritate de comandă este transferată cancelarului federal atunci când se invocă un stat de apărare (articolul 115b): ceva care nu s-a întâmplat până acum.[38]
- În Israel, legea fundamentală aplicabilă prevede că autoritatea supremă asupra Forțelor de Apărare a Israelului revine Guvernului Israelului ca organism colectiv. Autoritatea guvernului este exercitată de ministrul apărării în numele guvernului, iar subordonat ministrului este șeful Statului Major General care deține cel mai înalt nivel de comandă în cadrul armatei.[39]

### Rolul legislativ
Este obișnuit ca șeful statului, în special în cadrul sistemelor parlamentare, ca parte a rolului simbolic, să fie cel care deschide sesiunile anuale ale legislativului, de ex. ceremonia de deschidere anuală a Parlamentului cu discursul tronului din Marea Britanie. Chiar și în sistemele prezidențiale, șeful statului raportează adesea oficial legislativului despre statutul național actual, de ex. discursul privind Starea Uniunii în Statele Unite ale Americii. 
Majoritatea țărilor solicită ca toate proiectele de lege adoptate de legislativ să fie semnate în lege de către șeful statului. În unele state, cum ar fi Regatul Unit, Belgia și Irlanda, șeful statului este, de fapt, în mod oficial considerat un nivel al legislativului. Cu toate acestea, în majoritatea sistemelor parlamentare, șeful statului nu poate refuza să semneze un proiect de lege și, prin acordarea unui aviz de aprobare, indică faptul că a fost adoptat în conformitate cu procedurile corecte. Semnarea unui proiect de lege în mod legal este cunoscută în mod formal drept promulgare. Unele state monarhice numesc această procedură acordul regal. 
În unele sisteme parlamentare, șeful statului își păstrează anumite competențe în legătură cu proiectele de lege care trebuie exercitate la discreția sa. Aceștia pot avea autoritatea de a vota contra un proiect de lege până când legislativul l-a pus din nou la vot și l-au aprobat a doua oară; să rezerve un proiect de lege care să fie semnat mai târziu sau să îl suspende pe termen nedefinit (în general, în state cu prerogative regale; această putere este rar utilizată); să trimită un proiect de lege instanțelor judecătorești pentru a-i testa constituționalitatea; să trimită un proiect de lege oamenilor într-un referendum.
Dacă el sau ea este și șeful executiv, el poate astfel să controleze politic măsurile executive necesare fără de care o lege proclamată poate să rămână o scrisoare moartă, câteodată ani sau chiar pentru totdeauna.

### Convocarea și dizolvarea legislativului
Un șef de stat este adesea împuternicit să convoace și să dizolve legislativul țării. În majoritatea sistemelor parlamentare acest lucru se face deseori pe baza sfaturilor șefului guvernului. În unele sisteme parlamentare și în unele sisteme prezidențiale însă șeful statului poate face acest lucru din proprie inițiativă. Unele state au legislative cu termene fixe, fără opțiunea de a aduce alegeri (de ex., Articolul II, secțiunea 3 din constituția SUA). În alte sisteme există, de obicei, termene fixe, dar șeful statului își păstrează autoritatea de a dizolva legislativul în anumite circumstanțe. În cazul în care un șef de guvern a pierdut sprijinul în legislativ, unii șefi de stat pot refuza dizolvarea, în cazul în care este solicitată, forțând astfel demisia șefului guvernului.